# 江戸川橋通り

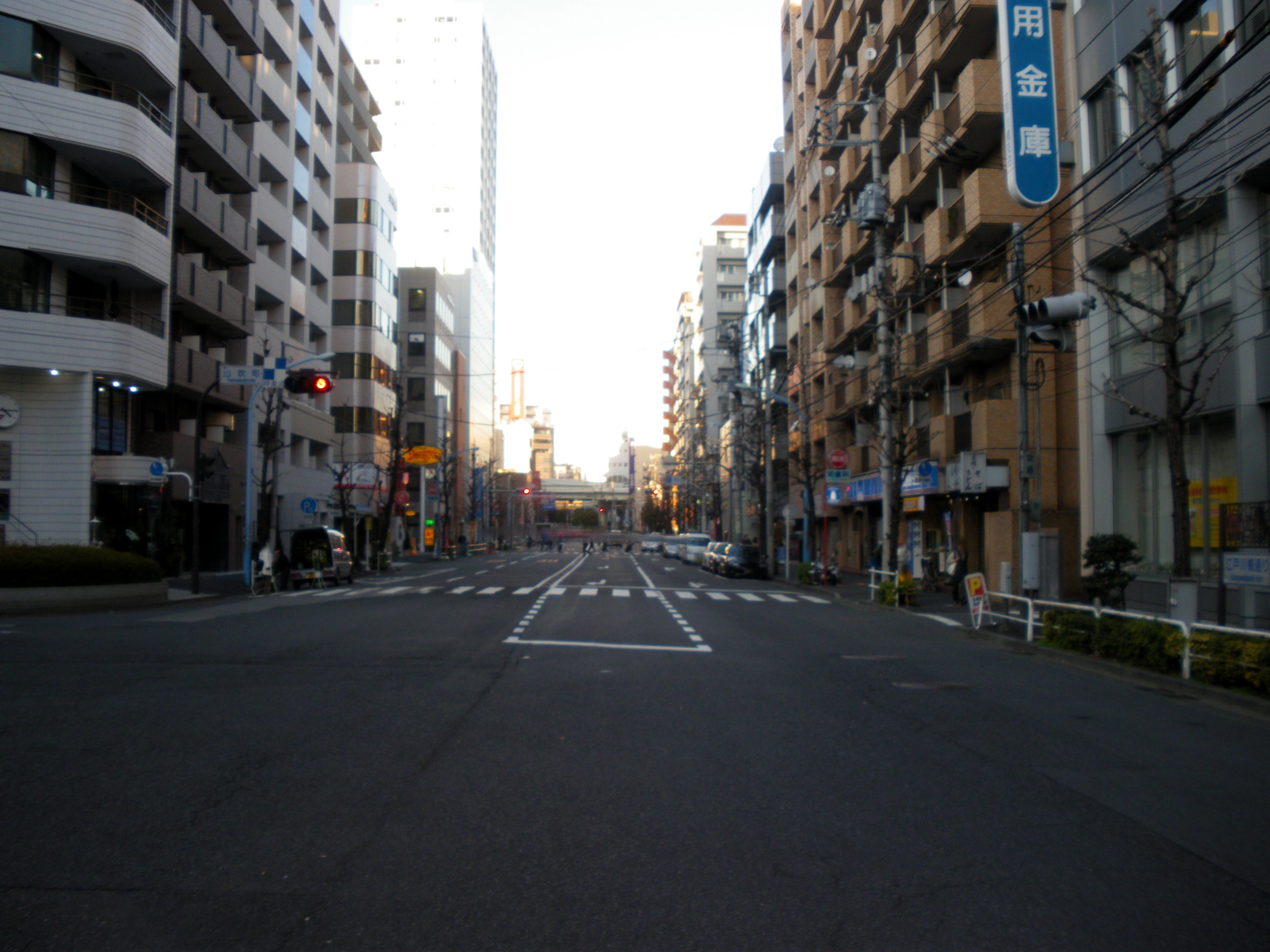
山吹町交差点より江戸川橋方面を望む

江戸川橋通り（えどがわばしどおり）は、東京都文京区の南西部と新宿区北東部にある道路。

## 起点・終点
- 起点 牛込天神町交差点（東京都新宿区天神町）
- 終点 江戸川橋交差点（東京都文京区関口一丁目）

## 交差する道路
牛込天神町交差点早稲田通り

　　|

山吹町交差点 早大通り

　　|

江戸川橋交差点 目白通り、新目白通り

全長約600メートル。なお、起点から山吹町交差点付近までは渡辺坂（渡邉坂）という坂になっている。

## 名前の由来
終点付近にある神田川にかかる橋に由来。他に江戸川橋は駅名などにもなっている。

## 道路の特徴
- 道路は片側二車線
- 山吹町交差点より江戸川橋交差点までの区間を白61系統
の都営バスが走っている。

## 通過する地域

### 新宿区
- 天神町
- 中里町
- 山吹町

### 文京区
- 関口一丁目